# 愛德華茲·戴明

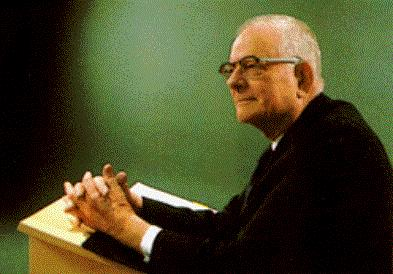
愛德華茲·戴明

威廉·愛德華茲·戴明（William Edwards Deming，1900年10月14日—1993年12月20日），生于美國艾奧瓦州蘇城，畢業于耶魯大學，物理學博士。美國統計學家、作家、講師及顧問。1928年在耶魯大學獲數學物理博士學位。后來在紐約大學任教長達46年。
1950年他受邀到日本向該國的總經理和工程師講授心法。他的觀念是系統地檢查產品的瑕疵，分析缺點的成因并加以修正，并記錄隨后質量改變的效果，他的這些觀念被日本公司急切地采納，結果使日本產品攻占了世界的許多市場。自1950年以來，戴明多次於日本發表在管理學方面的演說，內容包括改進設計、服務、透過統計學上的方差分析、假設檢定等方法進行的產品品質、測試，以至全球市場。1951年日本設立戴明獎，以獎勵在嚴格的質量管理競賽中獲得優勝的公司。戴明博士對日本的貢獻影響了日本的製造業及工商業，在日本被視為英雄人物之一，但在美國則在他於華盛頓特區逝世後才開始成名。

## 生平
戴明初期在美国农业部开展人口普查，发明了人口普查的抽样方法。在1927年读博士期间结识了沃特·安德鲁·休哈特，并接触到统计过程控制理论，开始了长期亦师亦友的合作。毕业后，在农业部就职期间，还利用休假，到英国伦敦与费舍尔一起从事了一年的统计学研究。在二战中，他们一起从事军工企业内推广 SPC的工作。战后，他受美国政府派遣到日本协助人口普查，同时受日本科学家和工程师协会邀请， 在日本工业界宣讲统计过程控制和全面质量管理，持续改善等管理理念。他的演讲获得巨大的欢迎，他被多次邀请前往日本指导质量管理，实施统计过程控制，全日本工业界掀起了应用统计过程控制和全面质量管理的热潮。战后日本经济快速崛起，统计过程控制和全面质量管理被认为是重要的助推器，戴明在日本获得如日中天的声誉。1956年裕仁天皇授予他二等珍宝奖。日本科学家和质量工程师协会把年度质量奖命名为戴明奖。
其后戴明回到美国，开始自己的顾问业务。但是战后的美国陶醉于唾手可得的市场扩张，很少有人问津 SPC和全面质量管理等理念，戴明在美国可以说默默无闻。但是随着日本，德国等国的崛起，美国制造业山河日下。终于在1980年， NBC制作一档纪录片节目《日本能，我们为何不能？ 》，戴明作为嘉宾讲述日本的质量管理，全美国突然发现戴明和他的 SPC及全面质量管理。特別是福特汽车公司邀请戴明帮助他们在80年代初的重建取得重大成功，使得戴明得到全球工业界的欢迎，他一直忙碌于全球的咨询业务，直到93岁高龄寿终。

## 學說
戴明的主要贡献在于提出了全面品質管理，持续改善，员工参与，团队精神等，戴明的主要著作有《转危为安，out of crisis》、《新经济观，the new Economics》。他的主要论点在《转危为安》一书中被总结为14点，成为全面质量管理的理论基础。
1. 建立持之以恒地改进产品和服务目标：管理者不应当只考虑短期利益，而应当以长远发展为目标，清楚自己的定位以及客户的需求，并且把这些需求转化到产品以及服务上。
2. 采用新的观念（考虑应对竞争和思想变革的困难性）：管理者应当抛弃旧的管理哲学（比如次品是可以接受的，不值得花费过多资金去提升质量等等）。现在这些旧的管理哲学已经不适用新的市场，管理者应当以持续创新改革为目标，才能提高竞争力。
3. 停止依靠大规模检查去获得质量：传统的质量管理依赖于检查最终结果是否符合要求。旧的管理观念更类似于产品管理，而新的管理观念更应该注重于生产过程的改进，而非仅仅关心产量及结果。
4. 结束只以价格为基础的采购习惯，而是减少供应商数量，基于总体成本：美国早期的生产企业（5、60年代）倾向于维持多个供应商，这样一方面可以提高竞争，从而获取更低的进货价格，也可以提高货源稳定。但是这样的价格为核心的模型难以保证产品的质量，戴明认为应当减少供货商的数量，建立长久的合作关系以及信任，以质量为评判供货商的标准而非价格。
5. 持之以恒地改进生产和服务系统的每一个过程，使用统计过程控制技术
6. 实行岗位职能培训：没有时间，没有足够资金来培训基层员工，或许可以为公司短期节省开支（钱和时间），但是往往以这为借口的公司会失去长期的竞争力，因为培训带来的更多的是长期的利益和节约。
7. 建立领导力：领导不应当仅仅是一个监督职位的存在，更应当依靠自己的经验，指导，培训下层员工。领导力应当成为员工提高生产力的工具。
8. 消除恐惧：恐惧（比如担心改革失败）会带来很多负面的影响, 例如过激反应，影响整个生产系统的稳定等等。而消除恐惧需要整个管理系统的努力，而非仅仅是管理者或者基层员工。
9. 打破部门之间的障碍：每个部门存在的目的都是为了整个公司更好的运营和发展，部门间不应当只考虑自己的最大利益而做决定，而应当互相交流，确保整个组织的利益最大化
10. 取消对员工的标语训词和告诫：给予员工语言上的训词远远不如给予实际的工具要来得有效。管理者更应当注重于实际工作中如何让员工有提升的空间。
11. 用领导力来代替定额管理和目标管理
12. 消除影响员工工作自豪感的一切障碍
13. 鼓励学习和自我提高：企业应当视员工为有价值的资产而非简单的工具，应当给予员工机会的同时，提供员工抓住机会的工具。
14. 采取行动实现转变

## 成就及影響
相对统计技术的贡献来说，戴明更是一位专注于质量管理的社会活动家，演说家，顾问，赢得无数奖项和荣誉学位。他在日本推广了休哈特的SPC体系，尽管在五十年代，Frank Scatherwaite创立了预先控制的理论，从实践性来说远远优于 SPC，但是SPC和戴明的影响力如日中天，其他小技巧很难赢得产业界的共鸣。他改进了休哈特的PDSA循环为PDCA循环，被奉为戴明环，成为最基本质量和管理工具。

## 另見
- 戴明獎：日本品管界最高獎項